# Pośrednia Bździochowa Brama
Pośrednia Bździochowa Brama, także Pośrednia Upłazowa Brama lub krótko Pośrednia Brama (słow. Prostredná brána, Prostredná Bždžochova brána, Sedlo pod Svinkou, niem. Mittlere Pforte, węg. Szvinkahágó, Középső Kapu) – szeroka przełęcz położona na wysokości 1981 m n.p.m. w środkowym fragmencie Bździochowej Grani w słowackiej części Tatr Wysokich. Oddziela ona masyw Świnki na południowym wschodzie od Bździochowej Kopy na północnym zachodzie. Jest to jedna z głównych przełęczy w Bździochowej Grani.
Stoki południowo-zachodnie opadają z grani do Doliny Czarnej Jaworowej. Z okolic siodła spada w tę stronę duża trawiasta grzęda, na zachód od której zbiega żleb w kierunku Czarnego Stawu Jaworowego. Na północny wschód z Pośredniej Bździochowej Bramy zbiega do Doliny Kołowej żleb, który w górnych partiach jest stromy i dość wąski, w dolnych szeroki i piarżysty. Ma on ujście w okolicy Kołowego Stawu.
Na siodło przełęczy nie prowadzą żadne znakowane szlaki turystyczne. Najdogodniejsza droga dla taterników wiedzie od strony Doliny Czarnej Jaworowej.
Siodło Pośredniej Bździochowej Bramy było od dawna znane myśliwym, poszukiwaczom złota i pasterzom. Ich wejścia nie były w żaden sposób udokumentowane. Pierwsze wejścia turystyczne:
- Antoni Jakubski, Adam Konopczyński i Stanisław Szulakiewicz, 13 sierpnia 1908 r. – letnie,
- Lubomír Šrámek, Zdeněk Záboj i Václav Zachoval, 31 marca 1948 r. – zimowe[1].

Nazwa Pośrednia Upłazowa Brama jest używana przez autorów atlasu satelitarnego Tatr – powstała jako konsekwencja przemianowania całej Bździochowej Grani na Upłazową Grań.

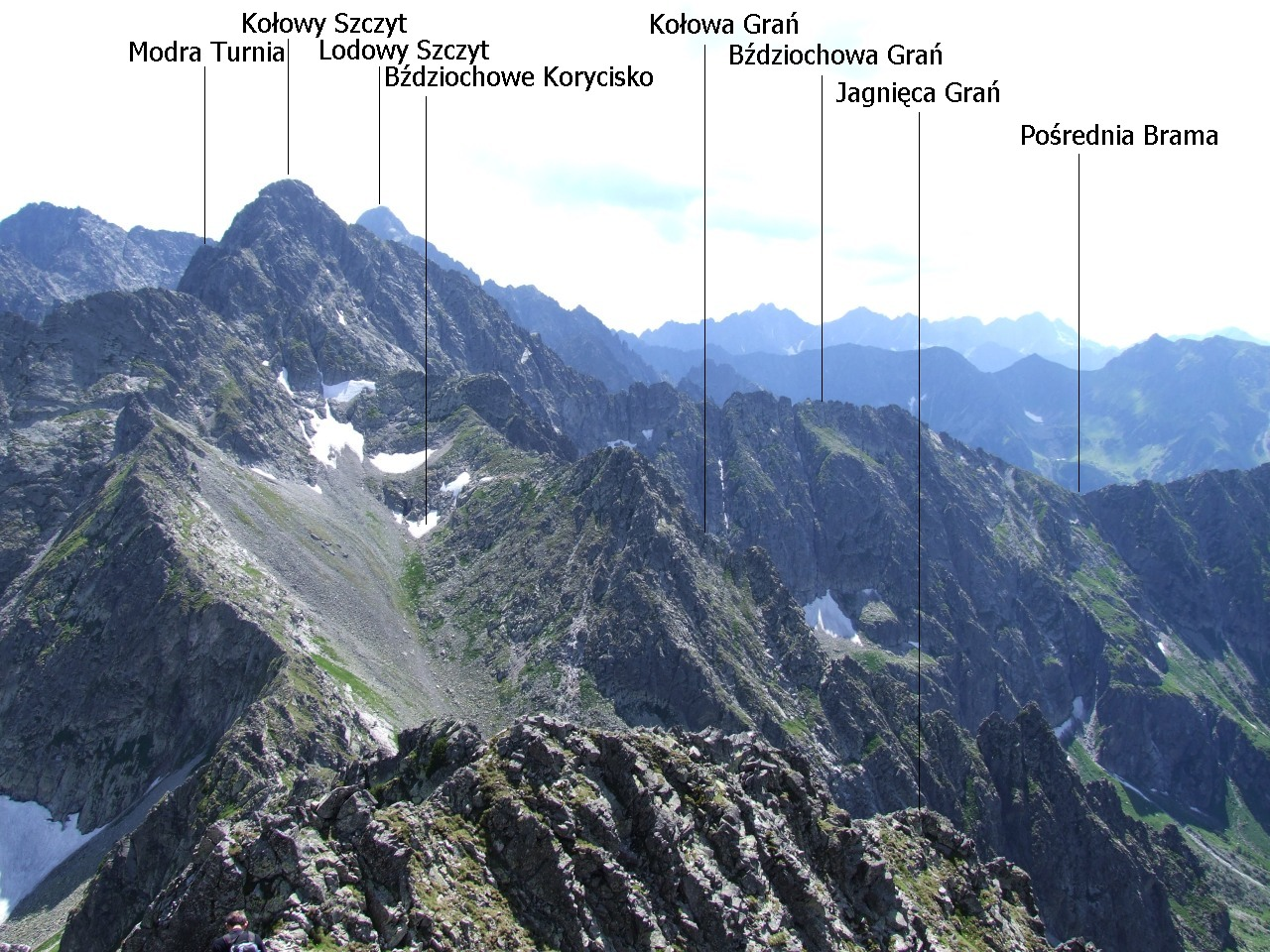
Pośrednia Bździochowa Brama (podpisana jako Pośrednia Brama)